# مینا فوجی
مینا فوجی (انگلیسی: Mina Fujii؛ زادهٔ (۱۵ ژوئیهٔ ۱۹۸۸) بازیگر سینما اهل ژاپن است. او بازیگر نقش اصلی فیلم انسان، فضا، زمان و انسان به کارگردانی کیم کی-دوک است.